# Język dakota
Język dakota albo siouański (właściwy) (ang. Sioux) – język z rodziny siouańskiej, używany przez ok. 26 tys. Dakotów w amerykańskich stanach Nebraska, Minnesota, Dakota Północna, Dakota Południowa i Montana oraz w Kanadzie. Dzieli się na trzy główne zespoły dialektów:
- santee (dakota)
- yankton (nakota)[1][2]
- lakota (teton)